# Sachin Tendulkar
Sachin Tendulkar (fil), född 24 april 1973 i Mumbai, Maharashtra, Indien, är en indisk cricketspelare.
Tendulkar har fått smeknamnen The Litte Master och The Master Blaster i indisk och brittisk press. Han räknas bland de flesta som en av de bästa cricketspelare (slagman) någonsin. Wisden Cricketers' Almanack, ett av cricketlitteraturens referensverk, räknar Tendulkar som den näst bäste slagmannen genom tiderna, endast slagen av Sir Don Bradman.
Tendulkar är född i en medelklassfamilj i Bombay och spelade sin första internationella match redan som 16-åring. Han håller flera rekord (endagscricket).

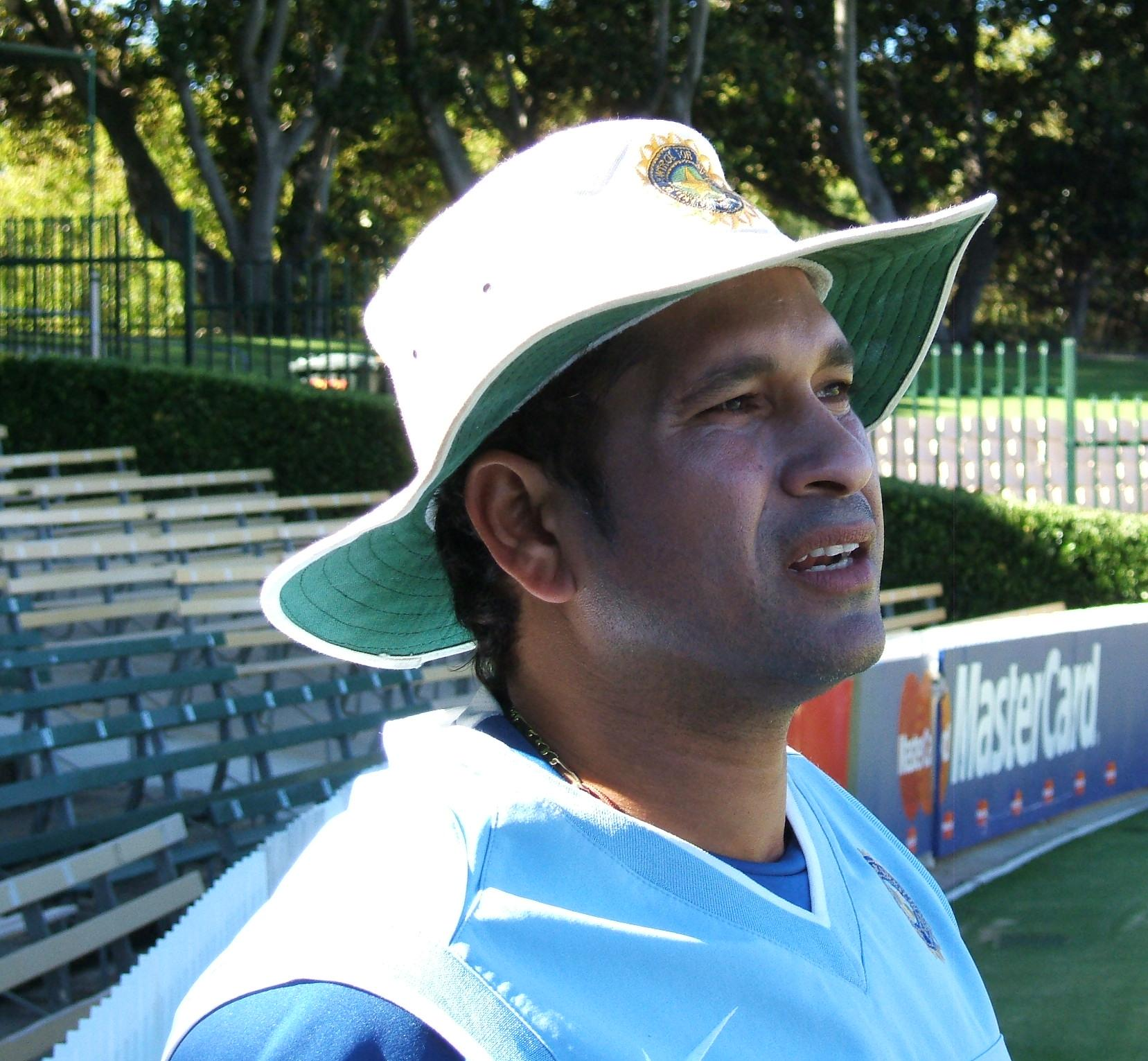
Sachin Tendulkar